# Гровтон (Вирџинија)
Гровтон (енгл. Groveton) насељено је место без административног статуса у америчкој савезној држави Вирџинија.

## Демографија
По попису из 2010. године број становника је 14.598, што је 6.698 (-31,5%) становника мање него 2000. године.
| Група             | 2000.          | 2010.         |
| Белци             | 10.976 (51,5%) | 5.687 (39,0%) |
| Афроамериканци    | 4.125 (19,4%)  | 3.330 (22,8%) |
| Азијати           | 1.650 (7,7%)   | 1.171 (8,0%)  |
| Хиспаноамериканци | 3.955 (18,6%)  | 4.123 (28,2%) |
| Укупно            | 21.296         | 14.598        |